# روبرت ناغي (لاعب كرة قدم)
روبرت ناغي (بالمجرية: Nagy Róbert)‏ هو لاعب كرة قدم مجري في مركز الوسط، ولد في 26 نوفمبر 1987 في دبرتسن في المجر. لعب مع نادي دبرتسني ونادي ديوسجوري.

## وصلات خارجية
- روبرت ناغي (لاعب كرة قدم) على موقع قاعدة بيانات كرة القدم.إي يو (الإنجليزية)
- روبرت ناغي (لاعب كرة قدم) على موقع Soccerway.com (الإنجليزية)